# Oldenburg Model United Nations
Oldenburg Model United Nations (OLMUN) ist ein Planspiel der Vereinten Nationen („Model United Nations“, „MUN“), das 2001 erstmals in Oldenburg stattfand. Es wird von Schülern organisiert und von Jugendlichen aus aller Welt besucht. Bei der 12. Wiederholung des UN-Planspiels im Jahr 2012 nahmen zum ersten Mal mehr als 700 Schüler teil. Im Juni 2019 fand die Konferenz zum 19. Mal statt. Die OLMUN 2020 wurde aufgrund der COVID-19-Pandemie abgesagt.

## Geschichte und Entwicklung
Die Oldenburg Model United Nations Konferenz wurde im Jahr 2001 durch den damaligen Schüler des Alten Gymnasiums Oldenburg Gero Elerd in Zusammenarbeit mit weiteren Mitschülern ins Leben gerufen. Bei der ersten Konferenz nahmen mehr als 100 Schüler hauptsächlich aus dem Oldenburger Raum, sowie einer Schule aus St. Petersburg teil. Von der größtenteils auf den Oldenburger Raum beschränkten Konferenz entwickelte sich die OLMUN über die Jahre hinweg zum größten UN-Planspiel in Deutschland.
2014 erreichte die Teilnehmerzahl erstmalig über 700 Teilnehmer. Die Organisation der Konferenz wird vor allem vom „Inner Circle“ geleitet, einer Gruppe von etwa 50 Schülerinnen und Schüler, die für die umfassende Planung und Durchführung der Veranstaltung verantwortlich sind und damit ein einzigartiges Beispiel für Schüler Initiative. Mittlerweile nehmen durchschnittlich mehr als 700 Schüler aus 15 Nationen daran teil, u. a. den USA, Polen, der Türkei, Weißrussland, Deutschland, Rumänien und den Niederlanden.
2005 wurde der OLMUN e. V. gegründet, um die Organisation der Konferenz zu erleichtern und zu formalisieren.

## Philosophie und Ziele

### Philosophie
Um ein sicheres Umfeld für alle Teilnehmer zu schaffen, hat die OLMUN ein Sensibilisierungskonzept erstellt. Dies wird durch ein Team aus Vertrauenspersonen und zwei Ombudsleuten ergänzt.

### Ziele
Die Teilnehmer sollen ihre rhetorischen Fähigkeiten und ihr Verhandlungsgeschick schulen sowie realitätsnahe Einblicke in die internationale Politik und ihre Problemfelder erhalten. Dadurch, dass das Planspiel auf Englisch abgehalten wird und eine hohe Anzahl an Teilnehmern aus nicht-deutschsprachigen Ländern kommt, sollen die Schüler das flüssige Sprechen auf Englisch verbessern und Sicherheit, vor einer großen Menschenmenge in einer (meist) fremden Sprache zu sprechen, gewinnen. Außerdem soll die Konferenz dazu dienen, neue, internationale Freundschaften zu knüpfen und andere Kulturen kennenzulernen.

## Ablauf einer Konferenz

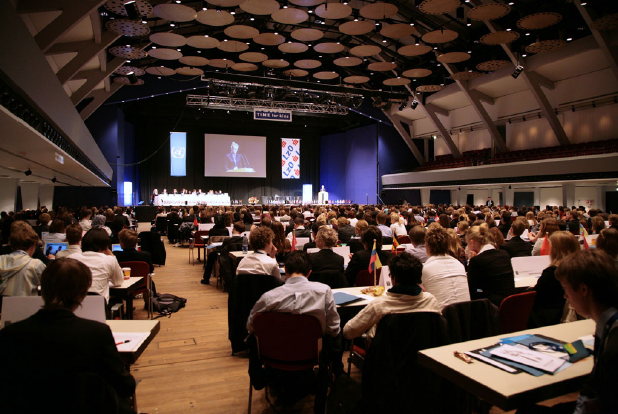
Delegierte in der Weser-Ems-Halle (2010)

Das Programm konzentriert sich auf den detaillierten Ablauf einer einzigen OLMUN-Konferenz und versucht dabei die Formalitäten der Vereinten Nationen wider zu spiegeln. Während der gesamten Konferenz beschäftigen sich die Teilnehmer mit diplomatischen Umgangsformen, Reden, Zuhören und Verhandlungsübungen, die ihr Verständnis für internationale Beziehungen und Politikgestaltung verbessern. Diese praktische Erfahrung bietet Einblicke in die Komplexität und die Herausforderungen der Global Governance und bereitet die Teilnehmer auf zukünftige Aufgaben in einer vernetzten Welt vor. Dabei übernehmen die Schüler die Rolle eines Delegierten eines bestimmten Landes. Sie sollen als Delegierten die Ansichten der jeweiligen Nation nach bestem Gewissen vertreten, was eine umfassende Vorbereitung der Schüler voraussetzt. Konferenzsprache der OLMUN ist Englisch.
Abseits der im Dresscode, wie es auch bei der UN üblich ist, abgehaltenen Tagesordnungspunkte in den Komitees bietet die OLMUN den Teilnehmern ein buntes Rahmenprogramm, darunter ein Barbecue, ein Fußballspiel und die OLMUN-Party in einem Oldenburger Club.
Hier finden Sie einen Überblick über den generellen Ablauf einer einzelnen Konferenz:

### Vorbereitung auf die Konferenz
Zuweisung von Delegierten:
Die Teilnehmer werden Ländern und Ausschüssen zugewiesen. Sie müssen den Standpunkt des ihnen zugewiesenen Landes zu verschiedenen Themen recherchieren und sich darauf vorbereiten, diese Ansichten korrekt zu vertreten.
Ausarbeitung von Entschließungen:
Die Delegierten verfassen vor der Konferenz Resolutionen zu den ihnen zugewiesenen Themen. In diesen Dokumenten werden Lösungen für globale Probleme vorgeschlagen, die mit der Politik und den Interessen des jeweiligen Landes übereinstimmen

### Eröffnungszeremonie
Die Konferenz beginnt mit einer Eröffnungszeremonie, bei der die wichtigsten Organisatoren, Gastredner und manchmal auch Würdenträger Reden halten. Dies gibt den Ton für die kommenden Diskussionen an und unterstreicht die Ziele der Konferenz.

### Ausschusssitzungen
Debatten und Beratungen:
Jede Ausschusssitzung folgt einem strukturierten Debattenformat, in dem die Delegierten ihre Positionen darlegen, für oder gegen Entschließungen argumentieren und Verhandlungen mit anderen Ländern führen. Gestartet werden die Ausschusssitzungen durch ein Gastredner, welcher einen Fachvortrag hält, um das Thema des jeweiligen Komitees näher zu bringen, bevor die Delegierten anschließend versuchen, Resolutionen zu erstellen.
Arbeitsgruppen:
Die Delegierten können Arbeitsgruppen bilden, um ähnliche Entschließungen zu kombinieren oder bestehende Entschließungen zu ändern. Dieser Prozess erfordert intensive Verhandlungen und Zusammenarbeit.
Abstimmungen:
Nach Debatten und Änderungsanträgen stimmen die Ausschüsse über die Entschließungen ab. Für die Annahme einer Entschließung ist eine Mehrheit erforderlich, die die kollektive Entscheidung des Ausschusses widerspiegelt.
Spezialisierte Ausschüsse:
Als Beispiel der Sicherheitsrat, können ihre eigenen Verfahren anwenden, einschließlich Vetorechte, die ihre besondere Rolle im Rahmen der UNO widerspiegeln.

### Plenarsitzung
Erfolgreiche Entschließungen der verschiedenen Ausschüsse werden in eine Generalversammlung oder eine Plenarsitzung eingebracht, wo abschließend debattiert und abgestimmt wird. Diese Sitzung ist dem Verfahren der UN-Generalversammlung nachempfunden und bietet eine Plattform für umfassende Diskussionen und Entscheidungen.

### Abschlusszeremonie
Die Konferenz endet mit einer Abschlusszeremonie, bei der herausragende Delegierte und Entschließungen gewürdigt und ausgezeichnet werden. Diese Zeremonie reflektiert auch die Errungenschaften der Konferenz und die Wichtigkeit eines fortgesetzten Engagements für globale Themen.

## Organisation & Struktur
Die Konferenz wird von einem kleinen Kreis Schüler aus Oldenburg organisiert, dem „Inner Circle“. Dieser beginnt bereits kurz nach dem Ende der letzten Veranstaltung mit der Vorbereitung der nächsten. Dabei gilt es grundsätzlich aktuelle Themen für die Komitees und Sponsoren zu finden, das Organisationspersonal und die Vorsitzenden einzuweisen und einen flüssigen Ablauf sicherzustellen.
Besonderes Merkmal der OLMUN ist dabei, dass sie ausschließlich von Schülern aus Oldenburg und Umgebung organisiert wird, die dies ehrenamtlich tun und dafür weder schulische Vorteile erhalten noch von Lehrern oder sonstigen Erwachsenen unterstützt werden. Gemeinsam bilden das Sekretariat, die Vorsitzende und Präsidenten sowie die Student Officers den Inner Circle und somit das Rückgrat der OLMUN und tragen zu ihrer Struktur, Organisation und zur Bereicherung der Teilnehmererfahrung bei. Ihre Bemühungen bei der Planung, Durchführung und Beaufsichtigung verschiedener Aspekte der Konferenz unterstreichen den Geist der Zusammenarbeit und die Führungsqualitäten, die die OLMUN bei seinen Teilnehmern fördert.

### Sekretariat
Das Sekretariat wird von der Hauptversammlung des OLMUN-Vereins gewählt, die normalerweise gleich nach Beginn des Schuljahres zusammentritt.
Die Mitglieder des Sekretariats bestehen aus fünf erfahrenen MUN-Teilnehmern. Es wird von dem Generalsekretär, seinem Stellvertreter, dem Präsidenten der Generalversammlung und seinem Stellvertreter sowie einem Schatzmeister gebildet. Ihre Aufgabe ist es, dafür zu sorgen, dass das Organisationsteam reibungslos arbeitet. Während der Generalsekretär und sein Stellvertreter sich um den Kontakt zu den verschiedenen Sponsoren und Unterstützern von OLMUN sowie um allgemeine Angelegenheiten und die Logistik kümmern, sind der Präsident der Generalversammlung und sein Stellvertreter für die Auswahl der Tagesordnungspunkte, die Rekrutierung und die Ausbildung der Vorsitzenden und Präsidenten verantwortlich.

### Vorsitzenden und Präsidenten
Die Vorsitzenden und Präsidenten spielen eine zentrale Rolle bei der Leitung der Diskussionen in den verschiedenen Ausschüssen der Konferenz. Jeder Ausschuss, wie z. B. der Erste Ausschuss der Generalversammlung der Vereinten Nationen oder der des Menschenrechtsrates, wird von Vorsitzenden und Präsidenten geleitet, die die Debatten erleichtern, die Einhaltung der Verfahrensregeln sicherstellen und den Delegierten helfen, die anstehenden Themen zu verstehen und sich mit ihnen auseinanderzusetzen. Zu ihren Aufgaben gehört es, den Diskussionsfluss zu steuern, Anfragen von Teilnehmern zu beantworten und bei der Ausarbeitung und Überarbeitung von Resolutionens mitzuwirken. Diese Führung sorgt dafür, dass die Ausschusssitzungen produktiver sind und alle Teilnehmer die Möglichkeit haben, zu den Diskussionen beizutragen.

### Student Officers
Student Officers der OLMUN haben eine Reihe von Aufgaben, die die administrativen und logistischen Aspekte der Konferenz unterstützen. Zu diesen Positionen gehören Executive Administrative Officers, die für übergreifende administrative Aufgaben verantwortlich sind; Entertainment Manager, die soziale und Freizeitaktivitäten für die Teilnehmer organisieren; Housing Coordinators, die die Unterkünfte für die Teilnehmer verwalten; Technical Coordinators, die die technischen Anforderungen der Konferenz überwachen; und Social Media Managers, die die Aufgabe haben, die OLMUN-Community online einzubinden und die Veranstaltung über verschiedene Social-Media-Kanäle zu bewerben. Darüber hinaus konzentrieren sich Aufgaben wie die des Chief of Press und des Chief of Tv auf die Dokumentation der Konferenz und die Weitergabe der Entwicklungen an ein breiteres Publikum. Diese Beauftragten sorgen für einen reibungslosen Ablauf der Konferenz, von der logistischen Planung über die Einbindung der Teilnehmer bis hin zur Medienberichterstattung.

### Innerer Circle
Der Inner Circle (IC) ist ein Team von etwa 50 Schülerinnen und Schüler aus Oldenburg und Umgebung. Seine Arbeit beginnt kurz nach dem Ende einer OLMUN, denn die neue Konferenz muss vorbereitet werden! Der IC wählt Komitees aus, entwickelt deren Tagesordnungspunkte und trifft andere wichtige Entscheidungen, die das Konzept der kommenden Konferenz betreffen. Für jede Konferenz rekrutiert das Sekretariat motivierte IC-Mitglieder als Student Officers oder Chairs. Dabei tritt jedes Mitglied des IC dem OLMUN eV. bei.

## Komitees

### Themen
Die Themen der Oldenburg Model United Nations behandeln aktuelle politische Themen, die für die Öffentlichkeit wichtig sind. Die Konferenz steht jedes Jahr unter einem Oberthema, welches themenübergreifend für alle Komitees gilt und woran sich die Komiteethemen orientieren. Durch das jährlich Wechseln einzelner Komitees wird den Delegierten zudem ermöglicht, über die grundlegenden Komitees hinaus weitere Themen der internationalen Agenda zu debattieren.

### 2024
| Konferenz                                                                         | Thema |
| --------------------------------------------------------------------------------- | --- |
| First Committee of the United Nations General Assembly (GA1st)                    | Verhinderung der illegalen Finanzierung von bewaffneten Konflikten                                                                       |
| Third Committee of the United Nations General Assembly (GA3rd)                    | Gewährleistung der Chancengleichheit für Menschen mit Behinderungen in der Gesellschaft und auf dem Arbeitsmarkt                         |
| United Nations Environment Programme (UNEP)                                       | Umweltkonsequenzen vernachlässigter Bedrohungen: Aktualisierung der Leitlinien für die Entsorgung von chemischen und explosiven Abfällen |
| United Nations Human Rights Council (UNHRC)                                       | Sicherung des Rechts auf friedliche Versammlungs- und Vereinigungsfreiheit                                                               |
| United Nations Entity for Gender Equality and the Empowerment of Women (UN Women) | Vorbeugung und Reaktion auf geschlechtsspezifische Gewalt und Femizid                                                                    |
| United Nations Economic and Social Council (ECOSOC)                               | Abwägung der wirtschaftlichen Vorteile und sozialen Nachteile der künstlichen Intelligenz                                                |
| United Nations Educational, Scientific and Cultural Organization (UNESCO)         | Das kulturelle Erbe respektieren: Der Umgang mit kolonialer Beutekunst                                                                   |
| United Nations Committee on the Peaceful Uses of Outer Space (COPUOS)             | Verbesserung der internationalen Zusammenarbeit bei der Nutzung des Weltraums                                                            |
| United Nations World Health Assembly (WHA)                                        | Sensibilisierung für psychische Gesundheitsprobleme und Entwicklung von Empfehlungen                                                     |
| United Nations Security Council (UNSC)                                            | t. b. a. |

### 2023
| Konferenz                                                                         | Thema |
| --------------------------------------------------------------------------------- | --- |
| First Committee of the United Nations General Assembly (GA1st)                    | Umgang mit Kriegshinterlassenschaften in Krisen- und Postkonfliktgebieten                                          |
| Third Committee of the United Nations General Assembly (GA3rd)                    | Verantwortung übernehmen, um die Unterstützung für Klimamigranten zu verbessern                                    |
| United Nations Environment Programme (UNEP)                                       | Schutz empfindlicher Ökosysteme vor Ausbeutung                                                                     |
| United Nations Human Rights Council (UNHRC)                                       | Kampf gegen moderne Sklaverei und Menschenhandel als Verletzung der Menschenrechte                                 |
| United Nations Entity for Gender Equality and the Empowerment of Women (UN Women) | Sicherung der Rechte der Frauen durch Verhinderung des Missbrauchs der Religion                                    |
| United Nations Economic and Social Council (ECOSOC)                               | Sicherstellung von sauberem Trinkwasser für alle                                                                   |
| United Nations Educational, Scientific and Cultural Organization (UNESCO)         | Förderung des gleichberechtigten Zugangs zu hochwertiger Bildung                                                   |
| Special Conference (SpC)                                                          | Bewertung der Verantwortung ehemaliger imperialer Länder für die koloniale Ausbeutung des afrikanischen Kontinents |
| United Nations Security Council (UNSC)                                            | Sicherung des Friedens und Stärkung der Menschenrechte in Afghanistan                                              |

### 2022
| Konferenz                                                                         | Thema                                                                                        |
| --------------------------------------------------------------------------------- | -------------------------------------------------------------------------------------------- |
| First Committee of the General Assembly (GA1st)                                   | Ethik und Handhabung von Drohnen und selbstfeuernden Waffensystemen                          |
| United Nations Environment Programme (UNEP)                                       | Verringerung der Überfischung der Weltmeere                                                  |
| Human Rights Council (HRC)                                                        | Verbesserung der Behandlung von Kindern und Jugendlichen in Krisengebieten                   |
| United Nations Entity for Gender Equality and the Empowerment of Women (UN Women) | Sicherung der Rechte von Frauen in Entwicklungsländern                                       |
| Social, Cultural and Humanitarian Council (SOCHUM)                                | Ethik der menschlichen Gentechnologie                                                        |
| Arctic Council                                                                    | Schutz des natürlichen Ökosystems der arktischen Gebiete und ihrer einheimischen Bevölkerung |
| United Nations Security Council (UNSC)                                            | Jemen - Ein Krieg mit ungewissem Ausgang                                                     |

### 2021
| Konferenz                                                                         | Thema |
| --------------------------------------------------------------------------------- | --- |
| United Nations Economic and Social Council (ECOSOC)                               | Verbesserung der Städte und Gemeinden im Hinblick auf die Nachhaltigkeit                                                                                    |
| United Nations Environment Programme Governing Council (UNEP GC)                  | Bewertung von Gegenmaßnahmen gegen Meeresverschmutzung durch Abfälle unter besonderer Berücksichtigung von COVID-19-Pandemieabfällen                        |
| Human Rights Council (HRC)                                                        | Gegen die Verletzung von Menschenrechten durch Strafverfolgungsbehörden                                                                                     |
| Special Conference (SpC)                                                          | Gewährleistung eines lebenswerten Lebens durch den Schutz der Menschenrechte von staatenlosen Menschen                                                      |
| United Nations Entity for Gender Equality and the Empowerment of Women (UN Women) | Förderung der Bedeutung der Selbstbestimmung von Frauen |
| United Nations Committee on the Peaceful Uses of Outer Space (COPUOS)             | Festlegung von Rechtsvorschriften zur Gewährleistung des sicheren Zugangs zum Weltraum, des Betriebs im Weltraum und der Rückkehr aus dem Weltraum zur Erde |
| Association of Southeast Asian Nations (ASEAN)                                    | Leitlinien für eine nachhaltige Urbanisierung festlegen |
| United Nations Security Council (UNSC)                                            | Stabilisierung der Sahelzone - ein Kampf gegen Terrorismus und Klimawandel                                                                                  |

### 2020
| Konferenz                                                                         | Thema |
| --------------------------------------------------------------------------------- | --- |
| First Committee of the United Nations General Assembly (GA1st)                    | Festlegung von Leitlinien für den Einsatz unbemannter Waffen in Konfliktzonen                                  |
| Third Committee of the United Nations General Assembly (GA3rd)                    | Die Sicherung indigener Lebensweisen in einer globalisierten Welt                                              |
| Special Conference                                                                | Regulierung des Vertriebs von medizinischen Schmerzmitteln und Opioiden                                        |
| Economic and Social Council                                                       | Verbesserung und Stabilisierung der Bildungssysteme zur Sicherung eines nachhaltigen Wirtschaftswachstums      |
| United Nations Environment Programme                                              | Lichtverschmutzung als ernste Bedrohung für die globale Fauna und die menschliche Gesundheit ins Visier nehmen |
| Human Rights Council (HRC)                                                        | Schutz der Seenotrettung als Menschenrecht von Migranten und Flüchtlingen                                      |
| United Nations Entity for Gender Equality and the Empowerment of Women (UN Women) | Förderung der Bedeutung von Hygieneprodukten für die Gesundheit von Frauen und Mädchen                         |
| Pacific Islands Forum                                                             | Den Auswirkungen des Klimawandels auf Ozeanien entgegenwirken                                                  |
| Arctic Council                                                                    | T.B.A. |
| United Nations Security Council (UNSC)                                            | T.B.A |

### 2019
| Konferenz                                                                 | Thema                                                                                          |
| ------------------------------------------------------------------------- | ---------------------------------------------------------------------------------------------- |
| First Committee of the United Nations General Assembly (GA1st)            | Bekämpfung des internationalen illegalen Waffenhandels                                         |
| United Nations World Health Assembly (WHA)                                | Verbesserung der Prävention und Kontrolle von Epidemien                                        |
| Special Conference (SpC)                                                  | Gewährleistung der Freiheit und Unabhängigkeit der Presse und der digitalen Medien             |
| United Nations Economic and Social Council (ECOSOC)                       | Reaktion auf das zunehmende Problem gefälschter Medikamente und Lebensmittel                   |
| United Nations Environment Programme Governing Council (UNEP GC)          | Verringerung der Nebenwirkungen der Öl- und Gasförderung                                       |
| United Nations Human Rights Council (UNHRC)                               | Schutz der Zivilbevölkerung vor sexueller und militärischer Gewalt in Kampfgebieten            |
| United Nations Educational, Scientific and Cultural Organization (UNESCO) | Bewahrung und Wiederaufbau des kulturellen Erbes in Kriegsgebieten                             |
| North Atlantic Treaty Organization                                        | Reaktion auf das aggressive Verhalten der Russischen Föderation gegenüber ihren Nachbarländern |
| Historical Security Council                                               | Der Jom-Kippur-Krieg (1973)                                                                    |
| United Nations Security Council (UNSC)                                    | Venezuela - Bewältigung einer humanitären, wirtschaftlichen und politischen Krise              |

### 2018
| Konferenz                                                        | Thema                                                                            |
| ---------------------------------------------------------------- | -------------------------------------------------------------------------------- |
| First Committee of the United Nations General Assembly (GA1st)   | Entwicklung von Gegenmaßnahmen gegen Cyber-Kriegsführung                         |
| Third Committee of the United Nations General Assembly (GA3rd)   | Bekämpfung des weltweiten illegalen Organhandels                                 |
| Special Conference (SpC)                                         | Unterstützung von Ländern, die unter den Folgen von Naturkatastrophen leiden     |
| United Nations Economic and Social Council (ECOSOC)              | Verhinderung des internationalen Drogenschmuggels                                |
| United Nations Environment Programme Governing Council (UNEP GC) | Bekämpfung des durch Entwaldung verursachten Rückgangs der biologischen Vielfalt |
| United Nations Human Rights Council (UNHRC)                      | Verbesserung der Arbeitsbedingungen und der Situation der Bergleute              |
| United Nations Industrial Development Organization               | Armutsbekämpfung durch Stärkung des Unternehmertums in Entwicklungsländern       |
| Historical Security Council                                      | Die Lage in Ruanda (1994)                                                        |
| Arab League                                                      | Der Konflikt zwischen Sunniten und Schiiten                                      |
| Security Council                                                 | Die kurdische Region - souveräner Staat, föderale Region oder Konfliktzone?      |

### 2017
| Konferenz                                                                             | Thema |
| ------------------------------------------------------------------------------------- | --- |
| First Committee of the General Assembly (Disarmament and Security Committee)          | Umgang mit der Bedrohung durch biologische und chemische Waffen                                                 |
| Third Committee of the General Assembly (Social, Cultural and Humanitarian Committee) | Entwicklung von Leitlinien für eine nachhaltige Stadtentwicklung                                                |
| Economic and Social Council                                                           | Förderung des weltweiten Internetzugangs und der Infrastruktur                                                  |
| United Nations Environment Programme Governing Council                                | Bewertung der Gentechnik hinsichtlich ihrer Folgen für Landwirtschaft und Ernährung                             |
| Human Rights Council                                                                  | Verbesserung der Situation und der Möglichkeiten der indigenen Völker                                           |
| United Nations Industrial Development Organization                                    | Verbesserung der globalen Bedingungen für die Umsetzung des Konzepts der sozialen Verantwortung der Unternehmen |
| Commission on the Status of Women                                                     | Stärkung der Rolle der Frauen zur Gewährleistung eines integrativen Wirtschaftswachstums                        |
| African Union                                                                         | Aufbau eines funktionierenden Schulsystems in Staaten mit niedrigem Bildungsniveau                              |
| Security Council                                                                      | Droht ein weiterer Stellvertreterkrieg im Nahen Osten? - Frieden und Stabilität im Jemen ermöglichen            |

### 2016
| Konferenz                                                              | Thema                                                                             |
| ---------------------------------------------------------------------- | --------------------------------------------------------------------------------- |
| Third Committee of the General Assembly                                | Verfolgung der weltweiten LGBT-Rechte zur Erreichung der sexuellen Gleichstellung |
| Fourth Committee of the General Assembly                               | Entwicklung einer globalen Strategie gegen die Jugendarbeitslosigkeit             |
| Special Conference                                                     | Gewährleistung der Redefreiheit in Postkonfliktgebieten                           |
| Economic and Social Council                                            | Der Streit um die robotischen Kampfsysteme                                        |
| United Nations Environment Program Governing Council                   | Festlegung von Leitlinien für den Schutz der Meere vor Verschmutzung              |
| Human Rights Council                                                   | Verbesserung der Situation von Binnenvertriebenen                                 |
| New Committee: Food and Agriculture Organization of the United Nations | Förderung einer globalen nachhaltigen landwirtschaftlichen Entwicklung            |
| Security Council                                                       | T.B.A.                                                                            |
| Historical Security Council                                            | Der Korea-Konflikt                                                                |

### 2015
| Konferenz                               | Thema                                                                           |
| --------------------------------------- | ------------------------------------------------------------------------------- |
| General Assembly ́s Third Committee      | Verbesserung der Strategien zur Beendigung der Staatenlosigkeit                 |
| General Assembly ́s Fourth Committee     | Bekämpfung der Finanzierung von terroristischen Aktivitäten                     |
| General Assembly ́s Fifth Committee      | Entwicklung einer Reform der UN-Strukturen und -Verfahren                       |
| Special Conference                      | Evaluierung und Überarbeitung der Regulierungssysteme für Waffenexporte         |
| Economic and Social Council             | Schaffung eines Rahmens für die Produktion und den Handel mit Seltenen Erden    |
| Human Rights Council                    | Förderung und Umsetzung bewährter Praktiken für die Behandlung von Gefangenen   |
| United Nations Environment Programme GC | Festlegung gemeinsamer Leitlinien für die Bewirtschaftung von Industrieabfällen |
| Security Council                        | T.B.A.                                                                          |

### 2014
| Konferenz                                               | Thema |
| ------------------------------------------------------- | --- |
| The General Assembly's Third Committee                  | Evaluierung neuer Entwicklungsziele durch Überarbeitung der aktuellen Millenniumsziele                    |
| The General Assembly's Fourth Committee                 | Infektionskrankheiten und ihre Prävention                                                                 |
| Special Conference                                      | Stärkung des Potenzials von Post-Konflikt-Regionen durch die Wahrnehmung der Verantwortung für den Schutz |
| Economic and Social Council                             | Sicherstellung des Zugangs zu Wasser durch Einschränkung der Kommerzialisierung von Wasserressourcen      |
| Human Rights Council                                    | Förderung der Rechte von Kindern und Sicherstellung ihrer Durchsetzung in umstrittenen Gebieten           |
| United Nations Environment Programme Gouverning Council | Geo-Engineering und die sich daraus ergebenden Folgen für die Umwelt                                      |
| United Nations Program for World Peace                  | Definition des operativen Einsatzes von privaten Militär- und Sicherheitsfirmen in bewaffneten Konflikten |
| United Nations Security Council                         | Die Südsudan-Frage: Ein Fahrplan zu Frieden und Stabilität                                                |

### 2013
| Konferenz                                              | Thema                                                                                 |
| ------------------------------------------------------ | ------------------------------------------------------------------------------------- |
| The General Assembly ́s Third Committee                 | Verhinderung von diskriminierenden Praktiken gegenüber Religionen                     |
| The General Assembly ́s Fourth Committee                | Überwachung des Lobbyismus zur Verhinderung von Korruption in der Verwaltung          |
| Economic and Social Council                            | Auswirkungen von Rohstoffspekulationen auf die Ernährungssicherheit                   |
| Human Rights Council                                   | Bekämpfung des Menschenhandels                                                        |
| United Nations Environment Programme Governing Council | Einschränkung der Abholzung tropischer Wälder zur Erhaltung der biologischen Vielfalt |
| Special Conference                                     | Sicherstellung der Einsatzfähigkeit von UN-Friedensmissionen                          |
| World Intellectual Property Organization               | Verbesserter Zugang zu Generika in Entwicklungsländern                                |
| United Nations Security Council                        | - wird noch bekannt gegeben -                                                         |

### 2012
| Konferenz                                              | Thema |
| ------------------------------------------------------ | --- |
| The General Assembly ́s Third Committee                 | Bewältigung der unkontrollierbaren Migration und des Wachstums der städtischen Agglomeration                                                                  |
| The General Assembly ́s Fourth Committee                | Das Zukunftspotenzial des Internets |
| Economic and Social Council                            | Wirtschaftliche und soziale Mittel für eine Integration der untersten Milliarde in die Weltgesellschaft                                                       |
| Human Rights Council                                   | Gewährleistung der Freiheit der Sexualität jedes Einzelnen - Verhinderung von Diskriminierung aufgrund der sexuellen Ausrichtung und der Geschlechtsidentität |
| United Nations Environment Programme Governing Council | Eine Simulation der Rio+20-Konferenz |
| Special Conference                                     | Schaffung eines internationalen Rahmens für die Bekämpfung der modernen Formen der Piraterie                                                                  |
| Committee for Engaging Youth                           | Integration der Jugend in die internationale Politik - Verstärkung der Beteiligung der Jugend an der Politikgestaltung                                        |
| United Nations Security Council                        | Nukleare Proliferation in der Demokratischen Volksrepublik Korea                                                                                              |

### 2011
| Konferenz                                              | Thema |
| ------------------------------------------------------ | --- |
| The General Assembly’s Third Committee                 | Den Weg von Menschen mit Behinderungen in die Gesellschaft ebnen                                                                         |
| The General Assembly’s Fourth Committee                | Neue Herausforderungen für eine gute Regierungsführung - Festlegung von Leitlinien für die öffentliche Verwaltung in Entwicklungsländern |
| United Nations Office on Drugs and Crime               | Bekämpfung der Finanzierung des Terrorismus mit besonderem Schwerpunkt auf dem illegalen Handel mit Betäubungsmitteln                    |
| Special Conference                                     | Sonderkonferenz über die Ausbeutung von Erdöl in Afrika mit besonderem Schwerpunkt auf bewaffneten Konflikten                            |
| United Nations Environment Programme Governing Council | Lösungen für den Umgang mit Elektronikschrott unter besonderer Berücksichtigung des Recyclings                                           |
| Human Rights Council                                   | Maßnahmen zur Gewährleistung des Rechts auf Bildung für Staatenlose und Flüchtlinge                                                      |
| Economic and Social Council                            | Verhinderung des Ausbruchs von Währungskriegen                                                                                           |
| United Nations Security Council                        | - wird noch bekannt gegeben - |

### 2010
| Konferenz                                                    | Thema |
| ------------------------------------------------------------ | --- |
| The General Assembly’s Third Committee                       | Alternde Gesellschaft: Mittel und Wege zur Verhinderung von Diskriminierung finden                                                                                 |
| The General Assembly’s Fourth Committee                      | Verantwortung für den Schutz - Die Frage der Umsetzung unter besonderer Berücksichtigung von Naturkatastrophen, Völkermord und Verbrechen gegen die Menschlichkeit |
| Special Conference                                           | Sonderkonferenz zur Überprüfung der Millenniums-Entwicklungsziele                                                                                                  |
| Economic and Social Council                                  | Globale Antworten auf eine globale Krise finden - Regulierung des internationalen Finanzsystems                                                                    |
| Human Rights Council                                         | Festlegung von Leitlinien für Beschränkungen im World Wide Web |
| United Nations Environment Programme Governing Council       | Festlegung von Leitlinien zur Gewährleistung der sicheren Entsorgung radioaktiver Abfälle                                                                          |
| United Nations Human Settlements Programme Governing Council | Entwicklung einer Strategie für die Wiederansiedlung von Menschen, die vom Anstieg des Meeresspiegels bedroht sind                                                 |
| United Nations Security Council                              | Mineralienabbau in der Demokratischen Republik Kongo |

### 2009
| Konferenz                                                | Thema |
| -------------------------------------------------------- | --- |
| GA 1st: Disarmament and International Security Committee | Gewährleistung eines sicheren und proliferationsresistenten Zugangs zur Kernenergie und ihrer Nutzung unter besonderer Berücksichtigung der Entwicklungsländer |
| GA 3rd: Social, Humanitarian and Cultural Committee      | Festlegung von Leitlinien für den assistierten Suizid |
| GA 4th: Special Political and Decolonization Committee   | Untersuchung der Vorbeugung von künftigem Wassermangel |
| United Nations Environment Programme Governing Council   | Sicherstellung einer nicht kontaminierten Ernährung für künftige Generationen                                                                                  |
| Special Conference on the Status of Political Prisoners  | Definition des Status und der Rechte von feindlichen Kämpfern                                                                                                  |
| Economic and Social Council                              | Erarbeitung von Leitlinien für den Rohstoffmarkt |
| Human Rights Council                                     | - wird noch bekannt gegeben - |
| Security Council                                         | - wird noch bekannt gegeben - |

### 2008
| Konferenz                                                | Thema                                                                                |
| -------------------------------------------------------- | ------------------------------------------------------------------------------------ |
| GA 1st: Disarmament and International Security Committee | Investition in die maritime Sicherheit durch Bekämpfung der Piraterie                |
| GA 3rd: Social, Humanitarian and Cultural Committee      | Bekämpfung des illegalen Handels mit Organen                                         |
| GA 4th: Special Political and Decolonization Committee   | Bekämpfung der organisierten Kriminalität in städtischen Gebieten                    |
| United Nations Environment Programme Governing Council   | Verhinderung einer weiteren Überfischung                                             |
| Special Conference on the Reform of the United Nations   | Verbesserung der Effizienz der Vereinten Nationen                                    |
| Economic and Social Council                              | Implementierung von Mechanismen zur Sicherstellung der Einhaltung von Urheberrechten |
| Human Rights Council                                     | Es wurde noch nicht ausgewählt.                                                      |
| Security Council                                         | Es wurde noch nicht ausgewählt.                                                      |

### 2007
| Konferenz                | Thema |
| ------------------------ | --- |
| Political Committee:     | Festlegung von Leitlinien für die internationale Zusammenarbeit bei der Grenzkontrolle                                                       |
| Disarmament Committee:   | Aufrüstung im Weltraum verhindern |
| Environmental Committee: | Einführung von Mechanismen zur Überwachung und wirksamen Verhinderung illegaler Abfallausfuhren                                              |
| Human Rights Committee:  | Sicherstellung einer angemessenen Behandlung von Flüchtlingen                                                                                |
| Special Conference:      | Entwicklung von Leitlinien für induzierte Schwangerschaftsabbrüche unter besonderer Berücksichtigung ethnischer und moralischer Disparitäten |
| ECOSOC:                  | Entwicklung eines Schnellreaktionssystems für humanitäre Krisen infolge von Naturkatastrophen                                                |
| Security Council:        | Das Problem der nicht anerkannten Staaten unter besonderer Berücksichtigung der Lage in Berg-Karabach                                        |